# The Greatest Day – Take That Present: The Circus Live
The Greatest Day – Take That Present: The Circus Live ist das erste Livealbum der englischen Pop-Band Take That. Parallel zum Album erschien eine zugehörige DVD unter dem Titel „Take That present The Circus Live“. Beide beinhalten Aufnahmen von der Circus-Tournee der Band sowie einer nachträglichen Akustik-Session in den Abbey Road Studios. Das Album verkaufte sich allein im Vereinigten Königreich über eine halbe Million Mal. Das Live-Album war außerdem das letzte Projekt der Gruppe als Quartett, bevor für Progress (2010) Robbie Williams wieder dazustieß.

## Veröffentlichung
Das Album wurde am 30. November 2009 herausgegeben. Es wurden keine Singles veröffentlicht, allerdings wurde mit der fünften Single des vorangegangenen Studioalbums The Circus, Hold Up a Light, auch schon für das Live-Album geworben. Das Video zu Hold Up a Light beinhaltet Aufnahmen der Band während ihrer Auftritte im Wembley-Stadion am 3. und 4. Juli 2009.

## Titelliste
CD 1 The Circus – Live at Wembley
1. Greatest Day – 4:18
2. Hello – 3:49
3. Pray – 4:00
4. Back for Good – 4:01
5. The Garden – 5:18
6. Shine – 3:46
7. Up All Night – 3:58
8. How Did It Come to This – 4:07
9. The Circus – 3:36
10. What Is Love – 5:55
11. Said It All – 4:07
12. Never Forget – 5:28
13. Patience – 3:20
14. Relight My Fire – 4:34
15. Hold Up a Light – 4:29
16. Rule the World – 5:42

CD 2 In Session – At Abbey Road
1. The Garden – 4:54
2. How Did It Come to This – 2:42
3. Greatest Day – 3:24
4. Up All Night – 3:22
5. Patience – 3:20
6. What Is Love – 3:42
7. The Circus – 3:47
8. Shine – 3:42
9. Rule the World – 3:54
10. Julie – 3:54
11. Said It All – 4:17

## Rezeption
Das Album wurde von der Kritik durchweg gut aufgenommen und erhielt positive Rezensionen u. a.von BBC News, der Sun und Daily Mail. Sowohl die Times als auch Digital Spy verliehen dem Album in ihren Rezensionen vier von fünf Sternen, Die Filmkritiker vergab acht von zehn. Die Rezensenten der Sun nannten das Album „aufregend, anders, mit dem ganz eigenen Stil von Live-Musik“. BBC News sagte, das Album sei „ein frischer Ausbruch von Kraft und Energie, der die Fans bei Laune hält, während schon an einem neuen Album geschrieben wird.“ Digital Spy kritisierte es als „quasi perfekt“, Die Daily Mail schrieb: „Das Album wartet mit einer genialen Auswahl neuer und alter Take-That-Hits auf – genau das, was sich ein Fan wünschen würde.“

## Kommerzieller Erfolg

### Chartplatzierungen
The Greatest Day verkaufte sich noch am Tag der UK-Veröffentlichung 98.000 Mal. Das zugehörige Studioalbum The Circus hatte am ersten Tag nur rund 35.000 Exemplare mehr absetzen können, beides sind Rekordzahlen. In Großbritannien erreichte es Platz drei der Albumcharts. Bislang verkaufte sich das Album allein im Vereinigten Königreich 514.403 Mal. (Stand: Dezember 2011)
| ChartsChartplatzierungen     | Höchstplatzierung | Wochen |
| ---------------------------- | ----------------- | ------ |
| Vereinigtes Königreich (OCC) | 3 (12 Wo.)        | 12     |

| ChartsJahrescharts (2009)    | Platzierung |
| ---------------------------- | ----------- |
| Vereinigtes Königreich (OCC) | 27          |

### Auszeichnungen für Musikverkäufe
| Land/Region                  | Auszeichnungen für Musikverkäufe (Land/Region, Auszeichnung, Verkäufe) | Verkäufe |
| ---------------------------- | ---------------------------------------------------------------------- | -------- |
| Irland (IRMA)                | Platin                                                                 | 15.000   |
| Vereinigtes Königreich (BPI) | Platin                                                                 | 300.000  |
| Insgesamt                    | 2× Platin ·                                                            | 315.000  |

## Die Tour
Take That Present: The Circus Live (auch bekannt als Circus Tour) war die siebte Konzert-Tournee der englischen Band Take That, anlässlich ihres fünften Studioalbums The Circus. Auftakt der Tour war am 5. Juni 2009 im Stadium of Light in Sunderland, sie endete nach 20 ausverkauften Konzerten am 5. Juli 2009 im Londoner Wembley-Stadion. Die Tournee wurde die am schnellsten verkaufte in der Geschichte Großbritanniens: Alle 600.000 Tickets für die ursprünglich geplanten acht Termine waren innerhalb von fünf Stunden ausverkauft, ein Dutzend weiterer Konzerte wurde infolgedessen hinzugefügt. Damit stieg die Zuschauerzahl auf über eine Million (1.014.000) und machte die Circus Tour zur bis dahin umfangreichsten Konzerttournee der Band.

### Vorprogramm
- Gary Go (Alle)
- James Morrison (5./8./16./17./20./26. Juni; 1. Juli)
- The Saturdays (6./8./19. Juni)
- The Script (10./13./21./23./28. Juni; 3. Juli)
- Lady Gaga (4./5. Juli)

### Songliste
1. The Adventures of a Lonely Balloon Part 1
2. Greatest Day
3. Hello
4. Could It Be Magic?
5. Pray
6. A Million Love Songs
7. Back for Good
8. The Garden
9. Shine (enthält Elemente aus Mr. Blue Sky)
10. Up All Night
11. Wooden Boat
12. How Did It Come to This?
13. Piano Medley – Love Ain’t Here Anymore/Babe/Nobody Else
14. The Circus
15. The Adventures of a Lonely Balloon Part 2
16. What Is Love?
17. The Clowns Medley – Do What U Like/Promises/It Only Takes a Minute/Take That & Party
18. Said It All
19. Never Forget
20. Patience
21. Relight My Fire (enthält Elemente aus Vertigo) {begleitet von Loleatta Holloway}

Zugaben
1. Hold Up a Light
2. Rule the World

### Tourdaten
| Datum         | Stadt      | Land       | Austragungsort              |
| ------------- | ---------- | ---------- | --------------------------- |
| 5. Juni 2009  | Sunderland | England    | Stadium of Light            |
| 6. Juni 2009  | Sunderland | England    | Stadium of Light            |
| 8. Juni 2009  | Coventry   | England    | Ricoh Arena                 |
| 9. Juni 2009  | Coventry   | England    | Ricoh Arena                 |
| 10. June 2009 | Coventry   | England    | Ricoh Arena                 |
| 13. Juni 2009 | Dublin     | Irland     | Croke Park                  |
| 16. Juni 2009 | Cardiff    | Wales      | Millennium Stadium          |
| 17. Juni 2009 | Cardiff    | Wales      | Millennium Stadium          |
| 19. Juni 2009 | Glasgow    | Schottland | Hampden Park                |
| 20. Juni 2009 | Glasgow    | Schottland | Hampden Park                |
| 21. Juni 2009 | Glasgow    | Schottland | Hampden Park                |
| 23. Juni 2009 | Manchester | England    | Old Trafford Cricket Ground |
| 24. Juni 2009 | Manchester | England    | Old Trafford Cricket Ground |
| 26. Juni 2009 | Manchester | England    | Old Trafford Cricket Ground |
| 27. Juni 2009 | Manchester | England    | Old Trafford Cricket Ground |
| 28. Juni 2009 | Manchester | England    | Old Trafford Cricket Ground |
| 1. Juli 2009  | London     | England    | Wembley-Stadion             |
| 3. Juli 2009  | London     | England    | Wembley-Stadion             |
| 4. Juli 2009  | London     | England    | Wembley-Stadion             |
| 5. Juli 2009  | London     | England    | Wembley-Stadion             |

### Rezeption
Die Tournee war trotz einem ursprünglichen Ticketangebot von 600 000 Karten (acht Konzerte) in unter fünf Stunden ausverkauft, sie erhielt einen Eintrag ins Guinness-Buch der Rekorde als am schnellsten ausverkaufte Tournee aller Zeiten und verdrängte Michael Jacksons Bad World Tour (1987) von diesem Thron. Weitere Daten kamen hinzu, insgesamt sahen über 1,2 Millionen Zuschauer die Circus-Show, sie wurde zur bis dahin größten Tour der Band und generierte Einnahmen von über 40 Mio. Pfund, wobei ein beträchtlicher Anteil in die Ausgestaltung der Tournee selbst (über hundert Trucks von Equipment und etwa 250 Mitwirkende – Techniker, Fahrer, Tänzer etc.) sowie die folgende Progress-Tournee (238 Trucks, geplantes Budget >15 Mio. Pfund) investiert wurde. (Gebrochen wurde ihr Guinness-Rekord bereits ein Jahr später von ihnen selbst: Die von vornherein größer angelegte Progress-Tour war bei 1,3 Millionen Tickets in 25 Konzerten ebenfalls noch am ersten Tag vollständig ausverkauft, letztlich waren es knapp 1,8 Millionen Zuschauer.) Neben Setlist und Darbietung wurde insbesondere der Ideenreichtum in der Umsetzung des Zirkus-Themas gelobt. Auch die Aufzeichnung erhielt viel Lob:

## Videoalbum
Eine DVD mit vollständigen Konzertaufnahmen, aufgenommen am 3. und 4. Juli in London, wurde am 23. November 2009 veröffentlicht, eine Woche vor den Audioaufnahmen. Die DVD erreichte Platz 1 der Musik-DVD-Charts und wurde mit 82.414 verkauften Exemplaren innerhalb von 24 Stunden nach der Veröffentlichung zur am schnellsten verkauften DVD aller Zeiten im UK. Die Audio-Aufnahmen schafften es auf Platz 3 in den britischen Albumcharts. Mit 123.000 verkauften Exemplaren in der ersten Woche brach auch das Album den Rekord des am schnellsten verkauften Livealbums seit 1994.

## Die Akustik-Aufnahmen
Sowohl die DVD als auch die Audio-CD enthalten weiterhin akustische Live-Aufnahmen aus den Abbey Road Studios in London, auf der DVD sind zwischen den Titeln zusätzlich kurze Interviews und Kommentare der einzelnen Bandmitglieder eingestreut.
Gary Barlow begründete die Entscheidung für eine Akustik-Session in Abbey Road auf der DVD wie folgt: „Manchmal habe ich das Gefühl, als versteckten wir uns hinter Elefanten und Marionetten und Getöse und Geschmetter und Donner und Feuerwerk – und ich liebe es, wenn wir uns mal von diesem Druck lösen, sagen: ‚Lasst uns einfach zusammensetzen und singen. Lasst uns zu dem Punkt zurückkehren, an dem alles anfängt. Lasst uns zu dem Punkt zurückkehren, bevor uns 80.000 Menschen zusehen.‘ […] Mit 15 nahm ich an einem Songwriting-Wettbewerb teil. Der Preis war ein Tag im Penthouse-Studio Abbey Road, wo man seinen Song aufnehmen und bei der Verarbeitung zusehen durfte. Und ich gewann. Also fuhr ich runter nach London, wir gingen erst zu den EMI Headquarters am Manchester Square, heute ist es, glaube ich, gar nicht mehr dort, nachmittags kamen wir dann hierher, nahmen den Song auf, sahen zu, wie er am Turntable geschnitten wurde. Eine meiner ersten Erfahrungen im Tonstudio war also hier – was für ein Anfang. Danach ging es wirklich stark bergab...“
Mark Owen kommentierte die Liedversionen und die Studiowahl so: „Wir wollten die Lieder nicht verändern, bis sie nicht mehr wiederzuerkennen sind. Es sind noch die gleichen Lieder, nur eben die Version vom Sonntagmorgen anstelle der Freitag- oder Samstagabendversion. Es spielt am Tag darauf. […] Ich liebe diesen Ort! Immer wenn ich hier herkomme, habe ich das Gefühl, zu Hause zu sein. Hier habe ich mein erstes Soloalbum aufgenommen, Green Man, 1996 oder so. Gelebt habe ich einen Monat lang in einer Wohnung gleich nebenan, die zum Studio gehört. Da ist heute immer noch das gleiche Küchenpersonal; es ist, als kehrt man an seine alte Schule zurück. Und es ist ein großartiges Studio. Nicht nur für mich auf persönlicher Ebene, sondern allgemein. Die Geschichte in den Wänden dieses Hauses ist gigantisch. […] Wenn um dich herum die Hölle los ist und du inmitten einer großen Show bist, liegt die Aufmerksamkeit nicht immer auf dem Lied selbst. Hier denke ich plötzlich neu darüber nach: Was ist eigentlich der Text dieses Liedes? Was erzählen wir hier? Worüber haben wir das geschrieben? Es hat etwas besinnliches, nachdenkliches. Für mich bedeutet das Spielen in kleiner Runde vor allem, dass man neue Wege findet, mit dem Lied, mit seiner Bedeutung in Berührung zu kommen.“
Jason Orange fügte hinzu: „Ich fühle mich verletzlicher, […] emotionaler hinsichtlich der Lieder, wenn es nur wir vier und unsere Musiker sind. Es ist so viel intimer, die Lieder scheinen einen emotionaleren Klang zu erhalten.“